# Ion Dediu
Ion Ilie Dediu (n. 24 iunie 1934, Rediul Mare, Dondușeni, jud. Soroca, din România – d. 4 noiembrie 2019, Chișinău, R. Moldova) a fost un biolog moldovean, specialist în ecologie din Republica Moldova, fost membru PCUS, fost secretar al organizației de partid a Academiei de științe din RSSM, care a fost ales ca membru corespondent al Academiei de Științe a Moldovei.

## Biografie
Ion Dediu s-a născut la 24 iunie 1934 în satul Rediu Mare din Basarabia. Provine dintr-o familie de țărani-răzeși cu tradiții strămoșești, pentru care munca asiduă era o obișnuință de fiecare zi.
A intrat în știință la sfârșitul anilor cincizeci ai secolului trecut, după absolvirea Universității de Stat din Moldova, fiind repartizat la lucru la Filiala Moldovenească a Academiei de Științe a URSS. În acea perioadă cercetările viitorului academician în domeniul biologiei animale au fost tutelate de profesorul universitar Mihail Iaroșenco. După o convorbire, discuția dusă l-a convins pe distinsul om de știință că I ion Dediu ar poseda cunoștințe universitare solide și o pregătire profundă în domeniul fiziologiei, omului și animalelor. De aceea directorul i-a propune să inițieze cercetări științifice în materie de fiziologie a hidrobionților. Tânărul cercetător a fost fermecat de noua direcție în științele biologice, ce se afla la început de cale – ecologia. Efectuarea cercetărilor în acest domeniu al științei, formată la intersecția mai multor discipline biologice, presupunea deținerea unui volum enciclopedic de cunoștințe. De aceea, la propunerea conducătorului său științific Iaroșenco, Dediu a plecat să-și continue studiile la Universitatea de Stat din Moscova, sub tutela profesorului universitar Iacob A. Bernstein.
Profesor (din 1981) la universitățile: de Stat din Moldova, Tehnică a Moldovei, "A. I. Cuza" (Iași), a Academiei de Științe a R.M., de Ecologie "D. Cantemir"(Iași), Liberă Internațională din Moldova (ULIM), de Ecologie și Științe Socioumane din R.M., profesor invitat la mai multe universități din lume (SUA, Rusia, Anglia, Polonia, România, Bulgaria, Ucraina, Norvegia, Turcia, Grecia ș.a.).
Autor a peste 400 lucrări științifice, inclusiv peste 20 de monografii în domeniile ecologiei generale (teoretice), hidrobiologiei, zoologiei, protecției mediului, publicisticii științifice etc. A descoperit și a formulat principiul (legea) excluderii reciproce a complexelor biotice acvatice de origine biogeografica diferită; autor al mai multor termeni, noțiuni și sintagme ecologice. A descoperit și descris câteva specii noi de crustacee superioare.
Este unul din fondatorii principali ai ecologiei teoretice moderne, fondatorul școlii ecologice naționale, al școlii de ecotoxicologie acvatică, al școlii științifice de ecologie politică, îndrumător a peste 30 de doctori în științe biologice etc.
Este membru corespondent al A.S.a R.M. și membru titular al academiilor: Oamenilor de Știință din România(copreședinte fondator), Internațională de Cosmonautică "E.C.Țiolkovski" (Moscova), Internaționala de Ecologie și Securitatea Vieții (Sankt-Petersburg), de Ecologie din România, Națională de Științe Ecologice din R.M. (președinte-fondator), Internațională de Informatizare (asociată O.N.U., New York, Moscova), de Științe din New York (S.U.A.), Ucraineană de Ecologie (Kiev), Rusă de Științe ale Naturii (Moscova), Internațională de Științe Economice (Moscova), Internațională a Cadrelor (U.E. și UNESCO), Internațională a Naturii și Societății Umane (Moscova), Balcanice de Științe, Noua Cultura și Dezvoltare Durabilă (Sofia, Bulgaria) ș.a. Membru al Clubului de la Roma (Comitetul "Viitor pentru Europa"); Profesor de Onoare/Doctor Honoris Causa al mai multor academii și universități din lume, membru al mai multor societăți academice de profil din străinătate.
Cofondator și președinte al Partidului Ecologist "Alianta Verde" din R.M., al revistelor Mediul înconjurător (România), Mediul ambiant(R.M.) și Noosferă(R.M.); președinte-fondator al Asociației Oamenilor de Știință din R.M.; Coordonator (editor) științific și coautor al Strategiilor Naționale pentru Protecția Mediului, pentru Conservarea Biodersivității, Protecția Mediului Bazinului Dunării (sectorul Prut), Dezvoltarea Durabilă, al Cărții Roșii (ed. nr. 2), al Raportului Național anual despre starea mediului R.M. etc.; membru al Parlamentului R.M.(președinte al Comisiei pentru agricultură, industrie alimentară, ecologie și dezvoltare rurală, 1994-2001), ministru al mediului al R.M.(1990-1994).
Director-fonator al Institutului Național de Ecologie și președinte-fondator al Academiei Naționale de Științe Ecologice din R.M. În prezent este director onorific viager al Institutului de Ecologie și Geografie al A.Ș.a R.M. și director-fondator al Institutului de Cercetări pentru Mediu și Dezvoltare Durabilă al ULIM.

## Decorații
Este decorat cu: Marea Medalie de Aur și introdus în "Cartea de Aur" a Planetei "În prag de mileniu |||", Ordinul Internațional pentru Merite, Medalia de Aur pentru Moldova(Cambridge, Anglia); Ordinul Internațional "Crucea Verde"(ONU), Ordinul R.M. "Gloria Muncii", Ordinul Republicii Moldova, Medalia de Aur a Ministerului Educației Al RDG etc.; deține, din 2001, titlul "Conducator din sec. XX|" (UE0;director onorific pentru Europa al Centrului Internațional al Biografilor (Cambridge, Anglia); în 2009 i-a fost acordat Premiul Academiei Române pentru lucrarea fundamentala Tratat de ecologie (în 5 volume).